# ایسیق‌کول (شهرستان توپ)
ایسیق‌کول  (به قرقیزی: Ысык-Көл، ىسىق كۅل) یک منطقهٔ مسکونی در قرقیزستان است که در استان ایسیق‌کول واقع شده‌است. ایسیق‌کول ۱٬۸۰۳ نفر جمعیت دارد و ۱٬۶۲۱ متر بالاتر از سطح دریا واقع شده‌است.